# Persone di nome Luciana
| Questa pagina contiene informazioni ricavate automaticamente dalle voci biografiche con l'ausilio del template Bio e di un bot. L'aggiornamento è periodico e automatico e ricostruisce completamente la pagina. Se manca una persona in questa lista, sei pregato di non aggiungerla, ma accertati piuttosto che la sua voce biografica contenga il template Bio e che i dati anagrafici siano correttamente compilati. Se il template Bio manca, inseriscilo tu stesso o, in alternativa, metti l'avviso {{tmp\|Bio}} che ne segnala la mancanza. Se i dati riportati sono sbagliati, correggi direttamente la voce biografica; le modifiche saranno visibili in questa lista entro pochi giorni. Per chiarimenti vedi il progetto antroponimi. La lista contiene solo le 64 persone che sono citate nell'enciclopedia e per le quali è stato implementato correttamente il template Bio. Pagina aggiornata al 6 giu 2025. |

Questa è una lista di persone presenti nell'enciclopedia che hanno il nome Luciana, suddivise per attività principale.

## Archeologhe(1)
- Luciana Aigner-Foresti, archeologa e etruscologa italiana (Roma, n. 1936)

## Attrici(8)
- Luciana Angiolillo, attrice italiana (Roma, n. 1925 - Napoli, † 2014)
- Luciana Echeverría, attrice e cantante pop cilena (n. 1991)
- Luciana Gilli, attrice italiana (Roma, n. 1944)
- Luciana Negrini, attrice italiana (Bologna)
- Luciana Paluzzi, attrice italiana (Roma, n. 1937)
- Luciana Pedraza, attrice, regista cinematografica e sceneggiatrice argentina (Jujuy, n. 1972)
- Luciana Pieri Palombi, attrice italiana (Cuneo, n. 1915)
- Jenny Tamburi, attrice, personaggio televisivo e direttrice del casting italiana (Roma, n. 1952 - Roma, † 2006)

## Calciatrici(1)
- Luciana Maria Dionizio, calciatrice brasiliana (Belo Horizonte, n. 1987)

## Canoiste(1)
- Luciana Guindani, canoista italiana (Cremona, n. 1937 - Cremona, † 2020)

## Cantanti(7)
- Luciana Abreu, cantante e attrice portoghese (Massarelos, n. 1985)
- Lu Andrade, cantante e musicista brasiliana (Varginha, n. 1978)
- Luciana Dolliver, cantante italiana (Catania, n. 1910 - Roma, † 1982)
- Luciana Gonzales, cantante italiana (Genova, n. 1935 - Lodi, † 2016)
- Luka, cantante brasiliana (Porto Alegre, n. 1979)
- Luciana Souza, cantante brasiliana (San Paolo, n. 1966)
- Luciana Turina, cantante, attrice e personaggio televisivo italiana (Malavicina di Roverbella, n. 1946)

## Cantanti liriche(1)
- Luciana Palombi, cantante lirica e attrice italiana (Roma, n. 1926 - Montegrotto Terme, † 2019)

## Cantautrici(1)
- Luciana, cantautrice britannica (Londra, n. 1973)

## Cestiste(5)
- Luciana Delabarba, cestista argentina (Buenos Aires, n. 1997)
- Luciana Farri, cestista italiana (Cuneo, n. 1919)
- Luciana Montelatici, ex cestista e allenatore di pallacanestro italiana (Treviso, n. 1957)
- Luciana Plaino, cestista italiana (Udine, n. 1922 - Udine, † 2017)
- Luciana Spadoni, cestista italiana (Bologna, n. 1921)

## Comiche(1)
- Luciana Littizzetto, comica, attrice e conduttrice radiofonica italiana (Torino, n. 1964)

## Danzatrici(2)
- Luciana Novaro, ballerina, coreografa e regista teatrale italiana (Genova, n. 1923 - Milano, † 2021)
- Luciana Savignano, ballerina italiana (Milano, n. 1943)

## Dirigenti pubbliche(1)
- Luciana Lamorgese, dirigente pubblica, prefetta e politica italiana (Potenza, n. 1953)

## Farmaciste(1)
- Luciana Giuntoli Gentilini, farmacista italiana (Pisa, n. 1929 - Genova, † 2023)

## Filologhe(1)
- Luciana Stegagno Picchio, filologa italiana (Alessandria, n. 1920 - Roma, † 2008)

## Ginnaste(3)
- Luciana Lagorara, ginnasta italiana (Sestri Ponente, n. 1936 - Genova, † 2023)
- Luciana Pezzoni, ex ginnasta italiana (Lodi, n. 1928)
- Luciana Reali, ginnasta italiana (Venezia, n. 1936 - Padova, † 1981)

## Giocatrici di bridge(1)
- Luciana Capodanno, giocatrice di bridge italiana (Napoli, n. 1934 - Napoli, † 2013)

## Giocatrici di curling(1)
- Luciana Baccalin, giocatrice di curling italiana (Cortina d'Ampezzo, n. 1925)

## Giornaliste(1)
- Luciana Peverelli, giornalista, scrittrice e sceneggiatrice italiana (Milano, n. 1902 - Milano, † 1986)

## Hockeiste su prato(1)
- Luciana Aymar, ex hockeista su prato argentina (Rosario, n. 1977)

## Judoka(1)
- Luciana Meles, ex judoka, pesista e giavellottista italiana (Piacenza, n. 1951)

## Medagliste(1)
- Luciana De Simoni, medaglista italiana (Frascati, n. 1957)

## Modelle(2)
- Luciana Curtis, supermodella brasiliana (San Paolo, n. 1976)
- Luciana Ottaviani, ex modella, attrice e showgirl italiana (Urbino, n. 1967)

## Montatrici(1)
- Luciana Pandolfelli, montatrice italiana (Buenos Aires, n. 1969)

## Nobili(1)
- Luciana di Segni, nobile italiana (Tripoli)

## Nuotatrici(3)
- Luciana Marcellini, ex nuotatrice italiana (Roma, n. 1948)
- Luciana Massenzi, nuotatrice italiana (Roma, n. 1945 - Brema, † 1966)
- Luciana Veschi D'Asnasch, nuotatrice e regista televisiva italiana (Fiume, n. 1939 - Milano, † 2021)

## Pallamaniste(1)
- Luciana Porini, pallamanista italiana (San Nicolás de los Arroyos, n. 1981)

## Pallavoliste(1)
- Luciana do Carmo, pallavolista brasiliana (Belo Horizonte, n. 1979)

## Partigiane(1)
- Luciana Viviani, partigiana e politica italiana (Napoli, n. 1917 - Roma, † 2012)

## Pediatre(1)
- Luciana Nissim Momigliano, pediatra, psicoanalista e superstite dell'Olocausto italiana (Torino, n. 1919 - Milano, † 1998)

## Poetesse(1)
- Luciana Frezza, poetessa e traduttrice italiana (Roma, n. 1926 - Roma, † 1992)

## Politiche(6)
- Luciana Castellina, politica, giornalista e scrittrice italiana (Roma, n. 1929)
- Luciana Fittaioli, politica italiana (Foligno, n. 1921 - † 2007)
- Luciana León, politica peruviana (Lima, n. 1978)
- Luciana Santos, politica e ingegnera brasiliana (n. 1965)
- Luciana Pedoto, politica italiana (Roma, n. 1969)
- Luciana Sbarbati, politica italiana (Roma, n. 1946)

## Scenografe(1)
- Luciana Arrighi, scenografa e costumista italiana (Rio de Janeiro, n. 1940)

## Scrittrici(3)
- Luciana Frassati, scrittrice e centenaria italiana (Pollone, n. 1902 - Pollone, † 2007)
- Luciana Percovich, scrittrice e insegnante italiana (Gorizia, n. 1947)
- Luciana Tufani, scrittrice e editrice italiana (Trieste, n. 1940)

## Soprani(1)
- Luciana Serra, soprano italiano (Genova, n. 1946)

## Sportive(1)
- Luciana Civico, sportiva italiana (Roma, n. 1939)